# Nymphon spinosum
Nymphon spinosum är en havsspindelart som beskrevs av Harry D.S. Goodsir 1842. Nymphon spinosum ingår i släktet Nymphon, och familjen Nymphonidae. Arten är reproducerande i Sverige.